# Pampa Mangrullo
El Paraje Pampa Mangrullo o Pampa El Mangrullo  es una colonia agrícola  ubicada al norte de Pampa del Infierno,  en el centro de la provincia de Chaco, Argentina.

## Toponimia
'Pampa es un exónimo (palabra originalmente ajena a la región) procedente del quechua panpa, que significa "espacio llano entre montañas".  Sin embargo como en otras partes del Chaco argentino, la palabra pampa toma el nombre de llanura despejada de árboles, y mangrullo es el nombre argentino para las torres de atalaya.

## Coordenadas
Las coordenadas sexagesimales son aproximadamente:26°10′00″S 61°10′00″O / -26.16667, -61.16667, en más precisas coordenadas decimales:
- Latitud -26,170
- Longitud -61,150

## Ubicación
En pleno Chaco Austral de la argentina Provincia del Chaco, a unos 12 km al oeste-noroeste (O.N.O.) del paraje Pampa Guanaco y a unos 19 km al norte del paraje Pampa Fosforito.

## Principales actividades
Su principal actividad es la agricultura, aunque debido a los masivos desmontes o chaqueos abundan hornos para generar carbón vegetal.

## Educación
En Pampa Mangrullo funcionan dos escuelas, la EGB 724 y la EGB724BIS. No hay escuelas secundarias.
- Datos: Q427560